# Филипе, Жуан
Жуа́н Пе́дру Не́веш Фили́пе (порт. João Pedro Neves Filipe, также известен как Жота; род. 30 марта 1999, Лиссабон) — португальский футболист, вингер клуба «Селтик».

## Клубная карьера
Жуан Филипе является воспитанником академии португальского клуба «Бенфика». Он пришёл в клуб в возрасте семи лет и прошёл через все детские и юношеские команды «орлов». В 2016 году он был переведён во вторую команду.
5 октября 2020 года Филипе на правах аренды перешёл в «Реал Вальядолид» на сезон 2020/21.
1 сентября 2021 года Филипе на правах аренды присоединился к шотландскому клубу «Селтик» на сезон 2021/22 с возможностью выкупа.

## Карьера в сборной
Жуан Филипе выступал за юношеские сборные Португалии. В составе юношеской сборной до 17 лет он принимал участие на юношеском чемпионате Европы 2016 года. Нападающий принял участие во всех шести встречах этого первенства, но не забил ни одного гола. Его сборная выиграла турнир, обыграв испанцев в серии пенальти, Жуан Филипе свой удар выполнил точно.

## Достижения
«Бенфика»
- Чемпион Португалии: 2018/19
- Обладатель Суперкубка Португалии: 2019

«Селтик»
- Чемпион Шотландии (3): 2021/22, 2022/23, 2024/25
- Обладатель Кубка Шотландии: 2022/23
- Обладатель Кубка Шотландской лиги (2): 2021/22, 2022/23

Сборная Португалии (до 17 лет)
- Победитель Чемпионата Европы среди юношей (до 17 лет): 2016

Сборная Португалии (до 19 лет)
- Победитель Чемпионата Европы среди юношей (до 19 лет): 2018

Сборная Португалии (до 21 года)
• Финалист Чемпионата Европы среди юношей :2021